# Joe Meli
Joseph Meli (* 20. března 1956) je bývalý kanadský zápasník – judista a amatérský hokejista.

## Sportovní kariéra
S judem začal v 7 letech v rodném Lethbridge v dojo Yoshio Sendy, pod jehož osobním vedením se připravoval celou sportovní kariéru. Vedla juda hrál v mládí aktivně lední hokej mj. v týmu WHL Lethbridge Broncos, ale nebyl nikdy draftován žádným profesionálním týmem. V roce 1976 uspěl v kanadské olympijské nominaci pro start na olympijských hrách v Montréalu v polotěžké váze do 93 kg. Před domácím publikem však nezvládl zápas úvodního kola se západním Němcem Arturem Schnabelem, kterému podlehl v boji na zemi držením (osaekomi-waza). V roce 1980 ho připravil o start na olympijských hrách v Moskvě kanadský bojkot.
V roce 1984 startoval na olympijských hrách v Los Angeles. Při neúčasti judistů z východního bloku šel do turnaje s vidinou dobrého umístění. Hned v úvodním kole, ale prohrál na body (yuko) s jižním Korejcem Ha Hjong-čuem. Korejec ho však postupem do finále vytáhl do opravného pavouku, ve kterém nečekaně porazil favorizovaného Japonce Masato Miharu a postoupil do souboje o třetí místo proti západnímu Němci Güntheru Neureutherovi. Ve třetí minutě souboje o třetí místo mu Němec po boji na zemi nasadil škrcení a po prohře submisí obsadil dělené 5. místo.
V roce 1988 startoval na svých třetí olympijských hrách v Soulu, kde prohrál v úvodním kole minimálním bodovým rozdílem na koku s Italem Yuri Fazim. Vzápětí ukončil sportovní kariéru. Věnuje se trenérské práci v Lethbridge.

## Výsledky
| Turnaj                  | 1974           | 1975           | 1976           | 1977           | 1978           | 1979           | 1980           | 1981           | 1982           | 1983           | 1984           | 1985           | 1986           | 1987           | 1988           |
| Turnaj                  | 18             | 19             | 20             | 21             | 22             | 23             | 24             | 25             | 26             | 27             | 28             | 29             | 30             | 31             | 32             |
| Turnaj                  | polotěžká váha | polotěžká váha | polotěžká váha | polotěžká váha | polotěžká váha | polotěžká váha | polotěžká váha | polotěžká váha | polotěžká váha | polotěžká váha | polotěžká váha | polotěžká váha | polotěžká váha | polotěžká váha | polotěžká váha |
| ----------------------- | -------------- | -------------- | -------------- | -------------- | -------------- | -------------- | -------------- | -------------- | -------------- | -------------- | -------------- | -------------- | -------------- | -------------- | -------------- |
| Olympijské hry          |                |                | úč.            |                |                |                | —              |                |                |                | 5.             |                |                |                | úč.            |
| Mistrovství světa       |                | —              |                |                |                | —              |                | úč.            |                | —              |                | úč.            |                | úč.            |                |
| Panamerické hry         |                | ?              |                |                |                | ?              |                |                |                | ?              |                |                |                | 2.             |                |
| Panamerické mistrovství | ?              |                | ?              |                | ?              |                | 1.             |                | 2.             |                | —              | 2.             | —              |                | ?              |
| MS juniorů              | úč.            |                |                |                |                |                |                |                |                |                |                |                |                |                |                |